# Ернст Лудвиг I (Саксония-Майнинген)
Ернст Лудвиг I фон Саксония-Майнинген (на немски: Ernst Ludwig I von Sachsen-Meiningen; * 7 октомври 1672, дворец Фриденщайн, Гота; † 24 ноември 1724, Майнинген) от рода на Ернестински Ветини, е от 1706 до 1724 г. херцог на Саксония-Майнинген.

## Живот
Той е най-възрастният син на херцог Бернхард I фон Саксония-Майнинген (1649 – 1706) и първата му съпруга Мария Хедвига фон Хесен-Дармщат (1647 – 1680), дъщеря на ландграф Георг II фон Хесен-Дармщат. Внук е на херцог Ернст I фон Саксония-Гота-Алтенбург (1649 – 1706).
Ернст Лудвиг I е любимец на мащехата си Елизабет Елеонора. От малък се интересува от изкуство, поезия и музика и следва в рицарската академия Rudolph-Antoniana във Волфенбютел. Още като 17-годишен той прави сбирка на немски и френски песни. По-късно пише стихотворения и компонира църковни песни. През 1689 г. започва военна служба и става императорски фелдмаршал-лейтенант и генерал на Курфюрство Пфалц.
След смъртта на баща му през 1706 г. Ернст Лудвиг I управлява заедно с брат си Фридрих Вилхелм (1679 – 1746) и полубрат си Антон Улрих (1687 – 1763), според завещанието на баща му. Той сключва обаче договор с братята си, с който той и наследниците му да управляват сами.
Ернст Лудвиг I пише сам текста за траурната музика за погребението си през ноември 1724 г. Музиката компонира дворцовият капелмайстор Йохан Лудвиг Бах (1677 – 1731).

## Фамилия
Първи брак: 19 септември 1704 г. в дворец Фриденщайн в Гота с братовчедката си принцеса Доротея Мария (1674 – 1713), дъщеря на херцог Фридрих I фон Саксония-Гота-Алтенбург. Двамата имат пет деца:
- Йозеф Бернард фон Саксония-Майнинген (1706 – 1724), умира на 17 години в Рим
- Фридрих Август (4 ноември 1707 – 25 декември 1707)
- Ернст Лудвиг II (1709 – 1729), херцог на Саксония-Майнинген
- Луиза Доротея (1710 – 1767), омъжена 1729 за херцог Фридрих III фон Саксония-Гота-Алтенбург (1699 – 1772)
- Карл Фридрих (1712 – 1743), херцог на Саксония-Майнинген

Втори брак: 3 юни 1714 г. в дворец Еренбург в Кобург с принцеса Елизабет София (1674 – 1748), дъщеря на курфюрст Фридрих Вилхелм фон Бранденбург. Те нямат деца.
- Доротея Мария фон Саксония-Гота-Алтенбург,
първа съпруга
- Елизабет София фон Бранденбург (ок. 1710),
втора съпруга